# أرنولد ماركيز
أرنولد ماركيز (بالألمانية: Arnold Marquis)‏ هو ممثل ألماني، ولد في 6 أبريل 1921 بدورتموند في ألمانيا، وتوفي في 24 نوفمبر 1990 ببرلين في ألمانيا بسبب سرطان الرئة.

## أعمال

### أفلام
- (1958) الدولة الكبيرة

## وصلات خارجية
- أرنولد ماركيز على موقع IMDb (الإنجليزية)
- أرنولد ماركيز على موقع ألو سيني (الفرنسية)
- أرنولد ماركيز على موقع ميوزك برينز (الإنجليزية)
- أرنولد ماركيز على موقع أول موفي (الإنجليزية)
- أرنولد ماركيز على موقع قاعدة بيانات الأفلام السويدية (السويدية)
- أرنولد ماركيز على موقع قاعدة بيانات الفيلم (الإنجليزية)
- أرنولد ماركيز على موقع كينوبويسك (الروسية)